# Vienne (departament)
Vienne (wymowaⓘ, ˈvjɛn) – francuski departament położony w regionie Nowa Akwitania. Utworzony został podczas rewolucji francuskiej 4 marca 1790. Departament oznaczony jest liczbą 86.
Według danych na rok 2010  liczba zamieszkującej departament ludności wynosi 427 193 os. (61  os./km²); powierzchnia departamentu to 6990 km². Ośrodkiem administracyjnym (prefekturą) i największym miastem departamentu jest Poitiers. 
Przez departament przepływa rzeka Vienne. 
W 2023 roku w skład departamentu wchodziło 266 gmin (lista).

## Miejscowości
Największe miejscowości departamentu (w nawiasach liczba ludności w 2021 roku):

- Poitiers (90 240)
- Châtellerault (31 284)
- Buxerolles (10 105)
- Jaunay-Marigny (7687)
- Saint-Benoît (7307)
- Chauvigny (7099)
- Loudun (6743)
- Vouneuil-sous-Biard (6210)
- Migné-Auxances (6197)
- Naintré (5944)
- Montmorillon (5919)
- Saint-Martin-la-Pallu (5620)
- Neuville-de-Poitou (5429)
- Mignaloux-Beauvoir (5176)
- Chasseneuil-du-Poitou (4767)
- Vivonne (4468)
- Valence-en-Poitou (4368)
- Saint-Georges-lès-Baillargeaux (4271)
- Fontaine-le-Comte (3969)
- Montamisé (3698)
- Vouillé (3693)
- Ligugé (3408)
- Dissay (3185)
- Boivre-la-Vallée (3058)